# Campeonato Europeu Júnior de Natação de 2007
O Campeonato Europeu Júnior de Natação de 2007 foi a 34ª edição do evento organizado pela Liga Europeia de Natação (LEN). Nessa edição as provas de natação foram realizadas em Antuérpia na Bélgica e as provas de saltos ornamentais em Trieste na Itália. O período de duração teve suas datas distintas, de 18 a 22 de julho de 2007 ocorreu as provas de natação e de 25 a 29 de julho de 2007 as provas dos saltos ornamentais. Teve como destaque a Rússia com 13 medalhas de ouro.

## Participantes
- Natação: Feminino de 15 a 16 anos (1992 e 1991) e masculino de 17 a 18 anos (1990 e 1989).
- Saltos Ornamentais: Grupo A é composto por saltadores de 16, 17 e 18 anos (1991, 1990 e 1989), tanto masculino quanto feminino. Grupo B é composto por saltadores de 14 a 15 anos (1993 e 1992), tanto masculino quanto feminino.

## Medalhistas

### Natação
Os resultados foram os seguintes. 
Masculino
| Evento          | Ouro                                                                                 | Ouro        | Prata                                                                              | Prata    | Bronze                                                                                   | Bronze   |
| 50 m Livre      | Rússia · Sergey Fesikov                                                              | 22.63       | Rússia · Oleg Tikhobaev                                                            | 22.64    | Itália · Luca Dotto                                                                      | 22.90    |
| 100 m Livre     | Bélgica · Yoris Grandjean                                                            | 49.91       | Rússia · Sergey Fesikov                                                            | 49.97    | Rússia · Oleg Tikhobaev                                                                  | 50.63    |
| 200 m Livre     | Rússia · Mikhail Polischuk                                                           | 1:48.90     | Israel · Nimrod Shapira                                                            | 1:50.36  | Bélgica · Glenn Surgeloose                                                               | 1:50.79  |
| 400 m Livre     | Polónia · Mateusz Matczak                                                            | 3:51.34     | Itália · Luca Baggio                                                               | 3:54.12  | Israel · Nimrod Shapira                                                                  | 3:54.83  |
| 800 m Livre     | Polónia · Maciej Hreniak                                                             | 8:01.89 EJR | Itália · Luca Baggio                                                               | 8:04.54  | Itália · Davide Sitti                                                                    | 8:05.90  |
| 1500 m Livre    | Polónia · Maciej Hreniak                                                             | 15:10.78    | Itália · Luca Baggio                                                               | 15:22.17 | Itália · Davide Sitti                                                                    | 15:28.00 |
| 50 m Costas     | Polónia · Adam Maczewski                                                             | 26.30       | Reino Unido · Marco Loughran                                                       | 26.46    | Rússia · Rustam Rybin                                                                    | 26.55    |
| 100 m Costas    | Reino Unido · Marco Loughran                                                         | 55.63       | Itália · Damiano Lestingi                                                          | 55.64    | Alemanha · Felix Wolf                                                                    | 56.64    |
| 200 m Costas    | Itália · Damiano Lestingi                                                            | 1:59.34     | Reino Unido · Marco Loughran                                                       | 2:00.50  | Hungria · Gabor Balog                                                                    | 2:01.23  |
| 50 m Peito      | Itália · Mattia Pesce                                                                | 28.43       | Sérvia · Caba Siladji                                                              | 28.53    | Bielorrússia · Viktar Vabishchevich                                                      | 28.62    |
| 100 m Peito     | Hungria · Dániel Gyurta                                                              | 1:01.70 EJR | Itália · Edoardo Giorgetti                                                         | 1:02.32  | Lituânia · Giedrius Titenis                                                              | 1:02.51  |
| 200 m Peito     | Hungria · Dániel Gyurta                                                              | 2:10.71 EJR | Rússia · Aleksei Zinovyev                                                          | 2:12.48  | Itália · Luca Pizzini                                                                    | 2:14.34  |
| 50 m Borboleta  | Polónia · Konrad Czerniak                                                            | 24.53       | Sérvia · Ivan Lendjar                                                              | 24.57    | Bielorrússia · Yauheni Lazuka                                                            | 24.59    |
| 100 m Borboleta | Sérvia · Ivan Lendjar                                                                | 53.21 EJR   | Bielorrússia · Yauheni Lazuka                                                      | 53.90    | Áustria · Dinko Jukić                                                                    | 53.97    |
| 200 m Borboleta | Áustria · Dinko Jukić                                                                | 1:59.57     | Itália · Federico Bussolin                                                         | 2:00.33  | Reino Unido · Peter Thompson                                                             | 2:00.69  |
| 200 m Medley    | Áustria · Dinko Jukić                                                                | 2:01.34 EJR | Polónia · Mateusz Matczak                                                          | 2:03.46  | Ucrânia · Vadym Fastenko                                                                 | 2:04.29  |
| 400 m Medley    | Polónia · Mateusz Matczak                                                            | 4:18.40     | Áustria · Dinko Jukić                                                              | 4:21.61  | Alemanha · Yannick Lebherz                                                               | 4:23.49  |
| 4x100 m Livre   | Alemanha · Markus Deibler · Clemens Rapp · Christoph Fildebrandt · Dimitri Colupaev  | 3:21.50     | Reino Unido · Christopher Fox · Adam Brown · Ryan Bennett · Grant Turner           | 3:22.36  | Bélgica · Glenn Surgeloose · Pholien Systermans · François Heersbrandt · Yoris Grandjean | 3:24.18  |
| 4x200 m Livre   | Rússia · Sergei Fesikov · Konstantin Kiselëv · Dmitry Chechulin · Mikhail Polishchuk | 7:23.34     | Alemanha · Yannick Lebherz · Clemens Rapp · Christoph Fildebrandt · Robin Backhaus | 7:23.56  | Itália · Filippo Barbacini · Damiano Lestingi · Alex Di Giorgio · Cesare Sciocchetti     | 7:24.38  |
| 4x100 m Medley  | Itália · Damiano Lestingi · Mattia Pesce · Marco Pellizzon · Michele Santucci        | 3:41.21 EJR | Reino Unido · Marco Loughran · Max Partridge · James Doolan · Adam Brown           | 3:44.29  | Hungria · Gábor Balog · Dániel Gyurta · Péter Bordás · Adam Dajka                        | 3:44.43  |

Feminino
| Evento          | Ouro                                                                                | Ouro         | Prata                                                                          | Prata    | Bronze                                                                               | Bronze   |
| 50 m Livre      | Ucrânia · Kateryna Dikidzhy                                                         | 25.95        | França · Elodie Schmitt                                                        | 26.23    | Grécia · Kristel Vourna                                                              | 26.33    |
| 100 m Livre     | Ucrânia · Kateryna Dikidzhy                                                         | 56.51        | Alemanha · Lisa Vitting                                                        | 56.75    | Hungria · Orsolya Tompa                                                              | 56.81    |
| 200 m Livre     | França · Margaux Fabre                                                              | 2:02.21      | Reino Unido · Lauren Collins                                                   | 2:03.26  | França · Fiona Duclos                                                                | 2:03.35  |
| 400 m Livre     | Rússia · Elena Sokolova                                                             | 4:12.53      | França · Margaux Fabre                                                         | 4:15.11  | Reino Unido · Sasha Matthews                                                         | 4:16.45  |
| 800 m Livre     | Rússia · Elena Sokolova                                                             | 8:38.80      | França · Margaux Fabre                                                         | 8:47.64  | Hungria · Fanni Szeder                                                               | 8:50.23  |
| 1500 m Livre    | Rússia · Elena Sokolova                                                             | 16:24.12 EJR | Rússia · Kira Parkhomenko                                                      | 16:58.86 | Hungria · Fanni Szeder                                                               | 17:04.34 |
| 50 m Costas     | Alemanha · Christin Zenner                                                          | 29.12 EJR    | Reino Unido · Elizabeth Simmonds                                               | 29.24    | Polónia · Karolina Urbanska                                                          | 30.21    |
| 100 m Costas    | Reino Unido · Elizabeth Simmonds                                                    | 1:01.37 EJR  | Alemanha · Christin Zenner                                                     | 1:03.35  | Polónia · Iwona Lefanowicz                                                           | 1:03.58  |
| 200 m Costas    | Reino Unido · Elizabeth Simmonds                                                    | 2:12.36      | Rússia · Oxana Shlapakova                                                      | 2:14.72  | Polónia · Zuzanna Mazurek                                                            | 2:16.36  |
| 50 m Peito      | Rússia · Julija Efimova                                                             | 31.75        | Bélgica · Elise Matthysen                                                      | 32.36    | Suécia · Hanna Westrin                                                               | 32.37    |
| 100 m Peito     | Suécia · Hanna Westrin                                                              | 1:09.17 EJR  | Rússia · Julija Efimova                                                        | 1:09.28  | Rússia · Vitalina Simonova                                                           | 1:10.29  |
| 200 m Peito     | Rússia · Julija Efimova                                                             | 2:25.23 EJR  | Rússia · Vitalina Simonova                                                     | 2:29.10  | Suécia · Hanna Westrin                                                               | 2:29.44  |
| 50 m Borboleta  | Hungria · Beatrix Bordas                                                            | 27.19        | Croácia · Monika Babok                                                         | 27.48    | França · Mélanie Henique                                                             | 27.57    |
| 100 m Borboleta | Hungria · Orsolya Tompa                                                             | 1:00.22      | Hungria · Emese Kovacs                                                         | 1:00.30  | Reino Unido · Ellen Gandy                                                            | 1:00.59  |
| 200 m Borboleta | Hungria · Emese Kovacs                                                              | 2:08.55      | Alemanha · Nina Schiffer                                                       | 2:11.98  | Grécia · Andriana Terzi                                                              | 2:12.39  |
| 200 m Medley    | Reino Unido · Elizabeth Simmonds                                                    | 2:14.44      | Alemanha · Theresa Michalak                                                    | 2:14.75  | Itália · Francesca Aceto                                                             | 2:18.65  |
| 400 m Medley    | Itália · Caterina Brighi                                                            | 4:50.38      | Itália · Eleonora Tafi                                                         | 4:50.43  | Alemanha · Nina Schiffer                                                             | 4:50.90  |
| 4x100 m Livre   | Alemanha · Uta Müller · Bianca Gast · Franziska Jansen · Lisa Vitting               | 3:47.85      | Reino Unido · Rebecca Turner · Ellen Gandy · Jenna Turner · Lauren Collins     | 3:48.99  | Rússia · Polina Kiseleva · Oksana Shlapakova · Ekaterina Borovikova · Elena Sokolova | 3:49.59  |
| 4x200 m Livre   | Reino Unido · Sasha Matthews · Ellen Gandy · Rebecca Turner · Lauren Collins        | 8:11.46      | França · Maeva Bremond · Malaguie Delarbre · Fiona Duclos · Margaux Fabre      | 8:15.30  | Itália · Jasmin Agnoletto · Eleonora Tafi · Martina De Memme · Caterina Brighi       | 8:19.00  |
| 4x100 m Medley  | Reino Unido · Elizabeth Simmonds · Alexandra Diamond · Ellen Gandy · Lauren Collins | 4;09.29 EJR  | Rússia · Oksana Shlapakova · Julija Efimova · Veronika Popova · Elena Sokolova | 4:10.24  | Suécia · Eleonor Lindborg · Hanna Westrin · Martina Granström · Nathalie Lindborg    | 4:13.21  |

### Saltos ornamentais
Os resultados foram os seguintes. 

#### Grupo A
Masculino
| Evento                              | Ouro                               | Ouro   | Prata                                    | Prata  | Bronze                                     | Bronze |
| Trampolim 1 m individual            | Rússia · Artem Lvov                | 525.95 | Alemanha · Patrick Hausding              | 525.65 | Rússia · Evgeni Novoselov                  | 521.10 |
| Trampolim 3 m individual            | Alemanha · Patrick Hausding        | 586.65 | Ucrânia · Dmytro Mezhensky               | 563.50 | Rússia · Evgeni Novoselov                  | 556.40 |
| Trampolim 3 m sincronizado cat A +B | Rússia · Artem Lvov · Yuri Kunakov | 328.92 | Itália · Andreas Billi · Tommaso Rinaldi | 300.90 | Alemanha · Patrick Hausding · Stephan Feck | 296.97 |
| Plataforma 10 m individual          | Alemanha · Patrick Hausding        | 570.40 | Rússia · Viktor Minibaev                 | 526.50 | Rússia · Semen Kokunov                     | 508.25 |

Feminino
| Evento                              | Ouro                                           | Ouro   | Prata                                      | Prata  | Bronze                              | Bronze |
| Trampolim 1 m individual            | Ucrânia · Mariya Voloshchenko                  | 415.55 | Ucrânia · Alevtyna Korolyova               | 399.55 | Alemanha · Uschi Freitag            | 386.55 |
| Trampolim 3 m individual            | Ucrânia · Mariya Voloshchenko                  | 459.05 | Ucrânia · Alevtyna Korolyova               | 42.05  | Alemanha · Uschi Freitag            | 417.40 |
| Trampolim 3 m sincronizado cat A +B | Ucrânia · Mariya Voloshchenko · Anna Pysmenska | 269.07 | Rússia · Ola Pashkina · Svetlana Filippova | 262.56 | Espanha · Anna Pujol · Karina Silva | 261.39 |
| Plataforma 10 m individual          | Rússia · Olga Vintonyak                        | 404.60 | Alemanha · Maria Kurjo                     | 404.00 | Itália · Giorgia Barp               | 394.65 |

#### Grupo B
Masculino
| Evento                     | Ouro                       | Ouro   | Prata                     | Prata  | Bronze                        | Bronze |
| Trampolim 1 m individual   | Alemanha · Martin Wolfram  | 405.25 | Alemanha · Benedit Donay  | 397.45 | Rússia · Sergey Zhdanov       | 385.65 |
| Trampolim 3 m individual   | Alemanha · Martin Wolfram  | 440.70 | Alemanha · Benedit Donay  | 437.50 | Rússia · Aleksandr Kandrashin | 435.95 |
| Plataforma 10 m individual | Ucrânia · Aleksandr Bondar | 441.65 | Rússia · Kirill Sivintsev | 429.45 | Alemanha · Martin Wolfram     | 411.20 |

Feminino
| Evento                     | Ouro                      | Ouro   | Prata                          | Prata  | Bronze                         | Bronze |
| Trampolim 1 m individual   | Rússia · Diana Chaplieva  | 328.80 | Rússia · Ekaterina Fedorchenko | 322.65 | Alemanha · Neele Beaujean      | 316.80 |
| Trampolim 3 m individual   | Alemanha · My Phan        | 363.35 | Rússia · Ekaterina Fedorchenko | 342.40 | Ucrânia · Viktoriya Potyekhina | 337.00 |
| Plataforma 10 m individual | Rússia · Tatiana perunina | 328.90 | Ucrânia · Viktoriya Potyekhina | 319.65 | Alemanha · My Phan             | 315.75 |

## Quadro de medalhas
| Ordem | País         | Medalha de ouro | Medalha de prata | Medalha de bronze | Total |
| ----- | ------------ | --------------- | ---------------- | ----------------- | ----- |
| 1     | Rússia       | 13              | 13               | 9                 | 35    |
| 2     | Alemanha     | 8               | 9                | 9                 | 26    |
| 3     | Reino Unido  | 6               | 7                | 3                 | 16    |
| 4     | Ucrânia      | 6               | 4                | 2                 | 12    |
| 5     | Polónia      | 6               | 1                | 3                 | 10    |
| 6     | Hungria      | 5               | 1                | 5                 | 11    |
| 7     | Itália       | 4               | 8                | 8                 | 20    |
| 8     | Áustria      | 2               | 1                | 1                 | 4     |
| 9     | França       | 1               | 4                | 2                 | 7     |
| 10    | Sérvia       | 1               | 2                | 0                 | 3     |
| 11    | Bélgica      | 1               | 1                | 2                 | 4     |
| 12    | Suécia       | 1               | 0                | 3                 | 4     |
| 13    | Bielorrússia | 0               | 1                | 2                 | 3     |
| 14    | Israel       | 0               | 1                | 1                 | 2     |
| 15    | Croácia      | 0               | 1                | 0                 | 1     |
| 16    | Grécia       | 0               | 0                | 2                 | 2     |
| 17    | Espanha      | 0               | 0                | 1                 | 1     |
| 17    | Lituânia     | 0               | 0                | 1                 | 1     |
| Total | Total        | 54              | 54               | 54                | 162   |